# Wielka Cisowa
Der Wielka Cisowa ist ein Berg in Polen. Mit einer Höhe von 878 m ist er einer der niedrigeren Berge im Barania-Kamm in den Schlesischen Beskiden. Der Berg ist ein beliebtes Touristenziel mit vielen Ausblicken auf die benachbarten Gebirge und das Tiefland. Der Gipfel liegt auf dem Gemeindegebiet von Brenna. Unweit des Gipfels kam es im Mai 1946 zu einem Gefecht zwischen Partisanen und dem kommunistischen Geheimdienst. Ein Kreuz erinnert an die Opfer.

## Tourismus
- Auf den Gipfel führen mehrere markierte Wanderwege von Brenna.
- Am Gipfel befand sich eine Berghütte, die 1994 niederbrannte.